# Dipsocoroidea
Dipsocoroidea – nadrodzina owadów z rzędu pluskwiaków i podrzędu różnoskrzydłych i infrarzędu Dipsocoromorpha. Jest rozprzestrzeniona kosmopolitycznie, ale najliczniej reprezentowana w strefie tropikalnej. Jej przedstawiciele osiągają poniżej 4 mm długości i prowadzą skryty tryb życia, zamieszkując głównie siedliska wilgotne jak np. ściółka, mchy czy pobrzeża potoków. Odżywiają się drobnymi stawonogami. W zapisie kopalnym znane są od toarku w jurze.

## Morfologia

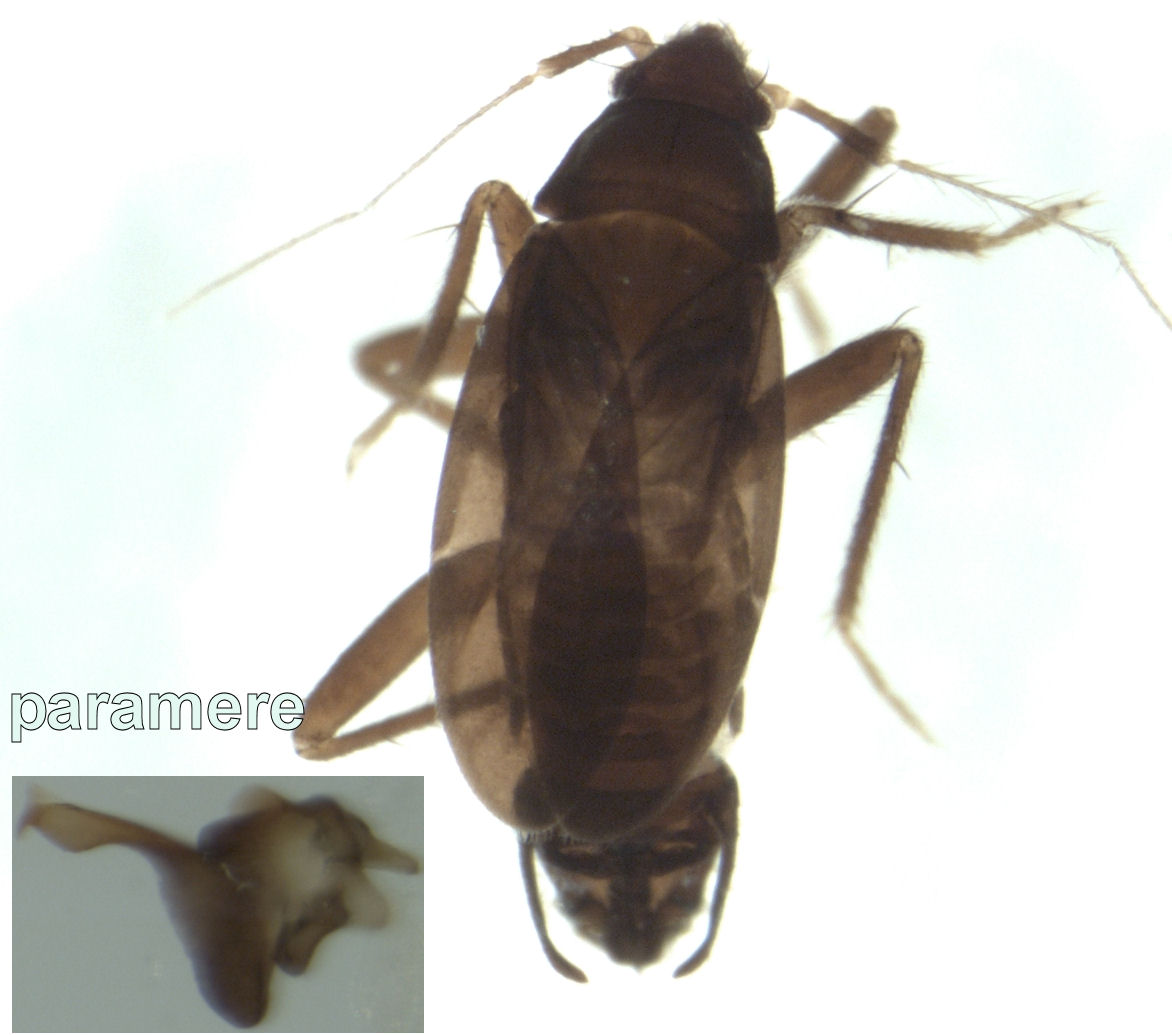
Ceratocombus aotearoae z rodziny Ceratocombidae, w lewym dolnym rogu paramera

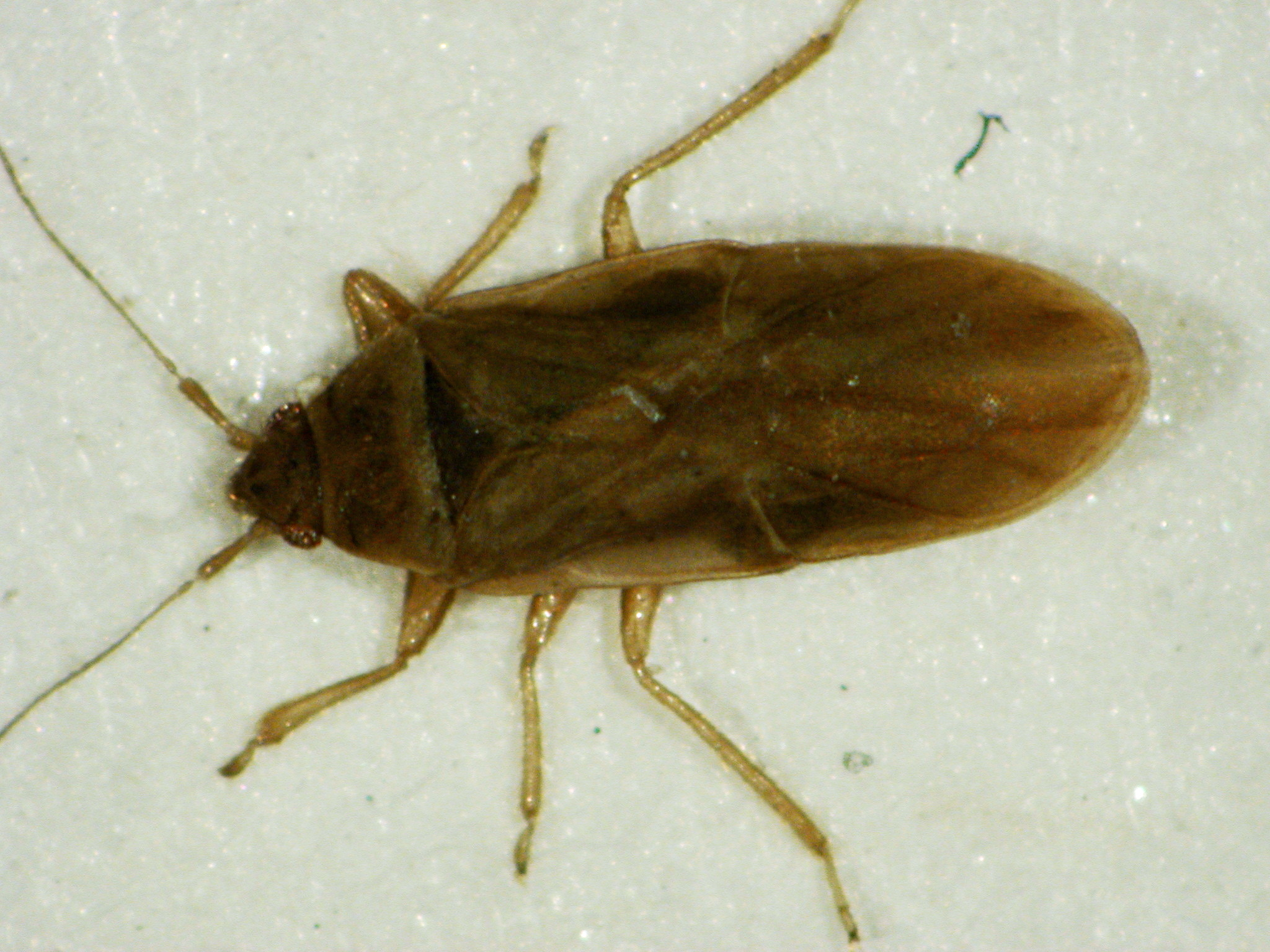
Przedstawiciel rodzaju Cryptostemna

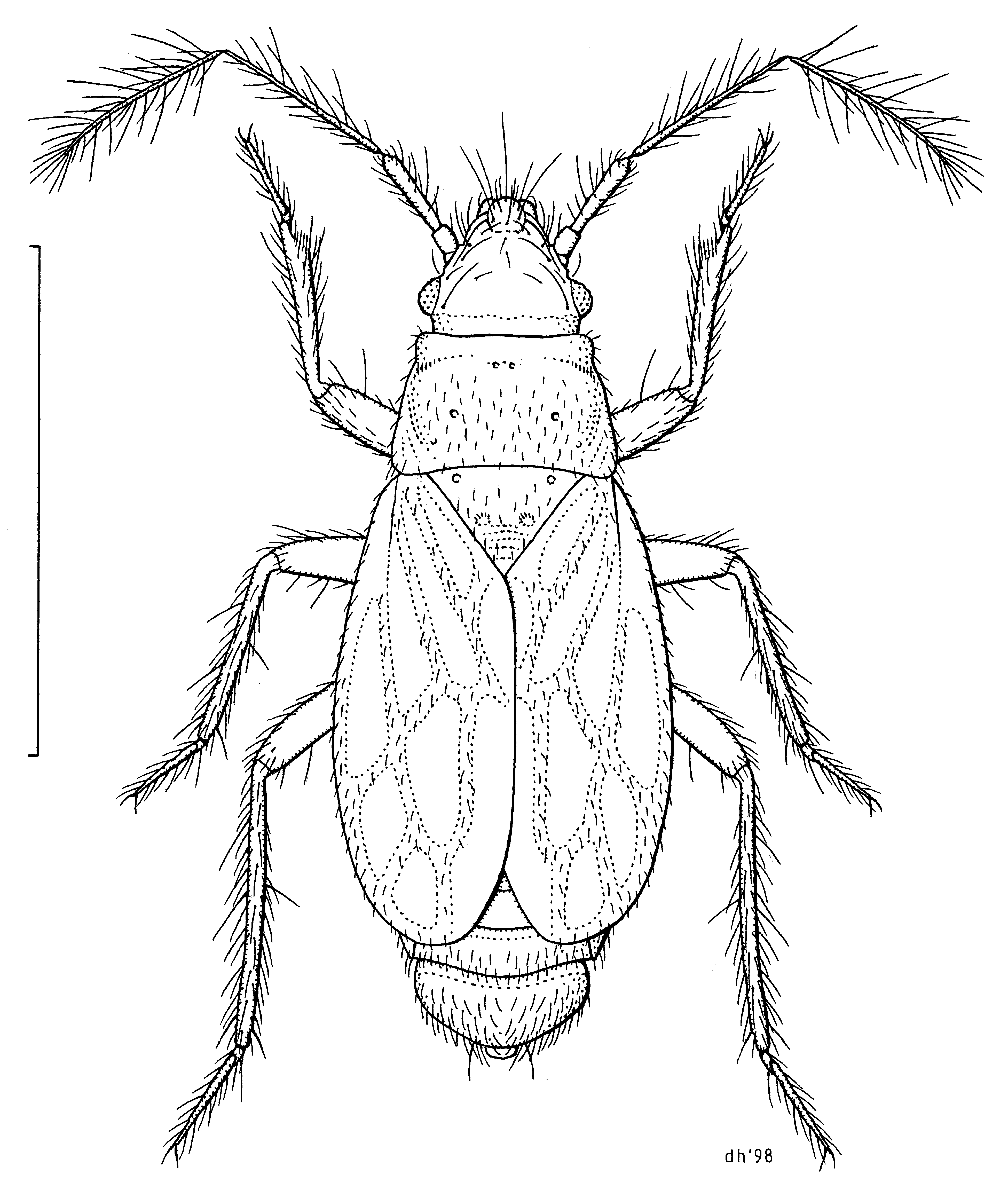
Rycina przedstawiciela rodzaju Ceratocombus

Drobne pluskwiaki o ciele długości od 0,5 do 4 mm. Większość gatunków, w tym wszystkie europejskie, ma niepozorne, żółtawe do ciemnobrązowego ubarwienie. Wyraźne, barwne wzory znaleźć można u niektórych australijskich, orientalnych i madagaskarskich Ceratocombidae.
Głowa silnie opada ku dołowi. Oprócz oczu złożonych występować mogą także przyoczka, umieszczone pomiędzy oczami złożonymi. Czułki są czteroczłonowe i mają formę biczykowatą (łac. antennae flagelliformes) – dwa ich początkowe człony są bardzo krótkie, przy czym drugi co najwyżej dwukrotnie dłuższy od pierwszego, a dwa ostatnie są znacznie cieńsze, zwykle bardzo długie i porośnięte licznymi, długimi, cienkimi, półwzniesionymi do w pełni wzniesionych szczecinkami.
Episternity przedtułowia nierzadko bywają powiększone i przedłużone pod spodni brzeg oczu, ale mogą być też zredukowane i pozostawiać stawy bioder przedniej pary odsłoniętymi. Półpokrywy najczęściej mają formę skórzastą (tegminalną), ale mogą być też silniej zesklerotyzowane (elytroidalne), przywodząc na myśl pokrywy chrząszczy. Tylne skrzydła zwykle mają kilka płatów oddzielonych głębokimi wcięciami. W obrębie wielu gatunków obok form długoskrzydłych występują takie o skrzydłach w różnym stopniu skróconych (pterygopolimorfizm), a niektóre gatunki są wyłącznie krótkoskrzydłe. Odnóża mają na przedstopiach parę jednakowych pazurków i parę parempodiów. Ponadto u większości gatunków przynajmniej jedna para odnóży ma stopy zaopatrzone w brzuszne i grzbietowe arolium, które mogą osiągać bardzo duże rozmiary.
Odwłok larw ma ujścia gruczołów zapachowych zlokalizowane grzbietowo na czterech błonach międzysegmentalnych. U samic budowa odwłoka, w tym genitaliów, jest zwykle prosta. Samce, z wyjątkiem części Ceratocombidae, mają odwłok asymetryczny, nadzwyczajnie skomplikowanej budowy. Asymetria w większości przypadków jest prawoskrętna, ale u Dipsocoridae lewoskrętna. Część laterotergitów samców przybiera formę podobną do przydatek. Płytka subgenitalna u samców może nie występować, natomiast jeśli jest obecna, to tworzy ją siódme sternum. Genitalia samców mają paramery swymi podstawami połączone bezpośrednio z aparatem stawowym fallusa.

## Biologia i występowanie
Takson ten rozprzestrzeniony jest kosmopolitycznie, ale najliczniej reprezentowany jest w strefie tropikalnej. W Europie odnotowano 11 gatunków, z których w Polsce stwierdzono 7 (zobacz: Dipsocoromorpha Polski).
Owady te prowadzą skryty tryb życia. Zasiedlają wilgotną ściółkę, rozkładającą się materię roślinną, mchy i inną niską roślinność oraz okresowo zalewaną strefę pobrzeży strumieni, jezior i namorzyn. Bytują pod kamieniami i pod korą. Niektóre potrafią szybko biegać, inne zdolne są do oddawania skoków. Formy długoskrzydłe przedstawicieli wszystkich rodzin przylatują do sztucznych źródeł światła, co może sugerować występowanie ich również w mikrosiedliskach nadrzewnych.
Gatunki o poznanych preferencjach pokarmowych zajmują pozycję troficzną drapieżników aktywnie wyszukujących swe ofiary, którymi padają drobne stawonogi. Ponadto u niektórych Dipsocoridae obserwowano posilanie się na martwych jętkach, a budowa kłujki niektórych Ceratocombidae może sugerować żerowanie na pleśni.
Samice Schizopteridae prawdopodobnie są w stanie wyprodukować tylko jedno jajo jednocześnie, gdyż zajmuje ono większą część wnętrza odwłoka.
Ze względu na zajmowane siedliska i objawiane zachowanie przedstawiciele infrarzędu często są odławiani w trakcie badań prowadzonych za pomocą pułapek Barbera, aparatu Tullgrena i pułapek świetlnych.

## Taksonomia i ewolucja
Nadrodzinę tę klasyfikuje się w infrarzędzie Dipsocoromorpha wraz z monotypową nadrodziną Stemmocryptoidea. Wyróżnia się w jej obrębie cztery odrębne morfologicznie rodziny współczesne i jedną wymarłą:
- Ceratocombidae Fieber, 1860
- †Cuneocoridae Handlirsch, 1920
- Dipsocoridae Dohrn, 1859
- Hypsipterygidae Drake, 1961
- Schizopteridae Reuter, 1891

Najstarsze skamieniałości Dipsocoromorpha pochodzą z toarku w jurze i należą do Cuneocoris geinitzi, jedynego znanego przedstawiciela wymarłej rodziny Cuneocoridae. Zapis kopalny z kredy obejmuje wyłącznie Schizopteridae, a konkretnie rodzaje: Buzinia, Hexaphlebia i Lumatibialis. Z eocenu znane są inkluzje Hypsipteryx hoffeinsorum z rodziny Hypsipterygidae i Cryptostemma eocenica z rodziny Dipsocoridae, z przełomu eocenu i oligocenu Hypselosoma dominicana z rodziny Schizopteridae, a z miocenu: Schizoptera dominicana i Schizoptera hispaniolae z rodziny Schizopteridae oraz Ceratocombus hurdi i Leptonannus miocenicus z rodziny Ceratocombidae.